# فيلي يونغ (لاعب كرة قدم كندية)
فيلي يونغ (بالإنجليزية: Willie Young)‏ هو لاعب كرة قدم كندية أمريكي، ولد في 12 نوفمبر 1947 في مقاطعة جيفرسون في الولايات المتحدة، وتوفي في 3 سبتمبر 2008 في جاكسون في الولايات المتحدة.

## وصلات خارجية
- فيلي يونغ على موقع مرجع كرة القدم المحترفة.كوم (الإنجليزية)
- فيلي يونغ على موقع JustSportsStats.com (الإنجليزية)